# A Espuma dos Dias
L'Écume des jours (em português: A Espuma dos Dias) é um romance de 1947 do escritor francês Boris Vian. Conta a história de um homem que se casa com uma mulher que desenvolve uma doença que apenas pode ser tratada rodeando-a de flores. O livro serviu de base para três filmes e uma ópera.

## Enredo
Colin é um homem rico com um empregado habilidoso e estiloso, Nicolas, bem como uma invenção fantástica olfatória-musical: o pianocktail. Numa velocidade furiosa, Colin conhece e casa-se com Chloé numa cerimónia grandiosa. Generosamente, Colin doa um quarto da sua furiosa aos seus amigos Chick e Alise para que estes também se possam casar.
A felicidade deveria provir aos dois casais mas Chloé fica doente durante a lua-de-mel com um nenúfar no pulmão, uma condição dolorosa e rara que apenas pode ser tratada rodeando-a com flores. A despesa é proibitiva e Colin rapidamente gasta os seus fundos. Entretanto, a obsessão de Chick com o filósofo Jean-Sol Partre, leva-o a gastar todo o seu dinheiro, esforço e atenção na obtenção de literatura de Partre. Alise espera conseguir salvar financeiramente Chick e renova o seu interesse nela persuadindo Partre a parar de publicar livros. Ela mata-o quando ele recusa e procura vingança entre os vendedores de livros. Colin luta para fornecer flores a Chloé sem sucesso e o seu luto na sua morte é tão grande que o seu rato de estimação comete suicídio para escapar à escuridão.

## Temas
Jean-Sol Partre é uma antístrofe do nome do filósofo existencialista francês Jean-Paul Sartre. Ao longo do romance, há referências a várias obras de Sartre, mas tal como o nome do filósofo, Vian brinca com as palavras para formar novos títulos para as obras de "Partre". Às vezes usa o sinónimo, como Le Vomi (o original de Sartre é La Nausée; A Náusea), e às vezes usa o homónimo, como La Lettre et le Néon (A Carta e o Neon), um trocadilho com L'Être et le Néant (O Ser e o Nada).

## Adaptações
- A Espuma dos Dias foi adaptada num filme francês com o mesmo título, estreado em 1968, que ficou conhecido no Brasil como A Flor da Vida. Realizado por Charles Belmont, apresenta Jacques Perrin, Marie-France Pisier, Sami Frey, Alexandra Stewart, Annie Buron, e Bernard Fresson.[1]
- Foi adaptado em 1979 pela banda francesa de rock progressivo Mémoriance.
- Foi adaptado a uma ópera com o mesmo título pelo compositor russo Edison Denisov em 1981.
- Foi adaptado em 2001 a um filme japonês com o título Chloe. Realizado por Go Riju, apresenta Nagase Masatoshi com cinematografia de Shinoda Noboru. Foi seleccionado para competição no Festival de Cinema de Berlim em 2001.[2]
- Michel Gondry realizou uma nova adaptação do romance com o mesmo título (conhecida no Brasil e em Portugal como A Espuma dos Dias), com Audrey Tautou e Romain Duris,[3] que foi estreado a 24 de abril de 2013.[4]
- Foi adaptado em 2015 pela banda francesa de jazz-cabaret Dazie Mae, com o título de Froth on a Daydream.